# FIAPE

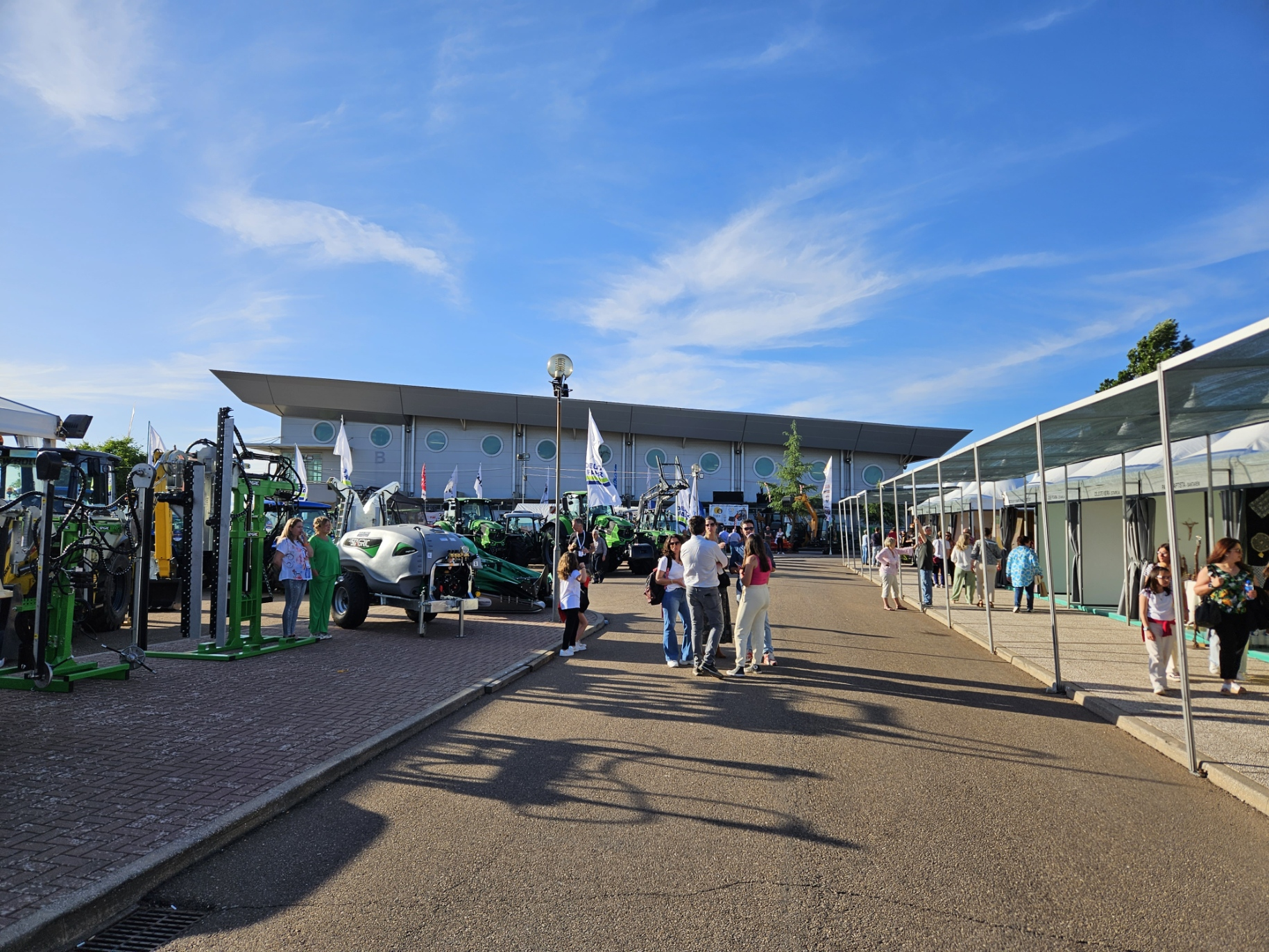
35ª FIAPE - Feira Internacional de Agropecuária de Estremoz entre 27 de abril e 1 de maio de 2023

A Feira Internacional Agro-Pecuária de Estremoz - FIAPE, é uma importante feira de agricultura e pecuária que, desde 1987, se realiza anualmente na cidade de Estremoz, em Portugal.
O evento celebra-se por norma entre o final do mês de Abril e o início de Maio. Simultaneamente desenvolve-se a Feira de Artesanato de Estremoz. Ambos os certames constituem um dos principais eventos de promoção económica do concelho e da região, tendo vindo, ao longo dos anos, a conquistar o seu espaço no calendário regional e nacional das feiras de actividades económicas.
Esta feira conta com a participação de uma delegação da cidade espanhola de Zafra, cidade geminada Estremoz.